# Jun Mochizuki
Jun Mochizuki (望月 淳, Mochizuki Jun), née le 22 décembre 1980 à Kanagawa au Japon, est une mangaka japonaise, principalement connue pour être l'auteure du shōnen manga Pandora Hearts.

## Biographie
Jun Mochizuki aime dessiner depuis le début de la primaire. Après que sa mère lui a dit qu'elle n'arriverait pas à faire carrière dans le dessin, Jun Mochizuki a trouvé de la motivation pour y arriver. Après le lycée, elle a essayé d'entrer dans une école d'art, cependant elle a été refusée. Elle a tout de même été une étudiante, et a eu un emploi à temps partiel dans un magasin de ramen à Vinawalk (ja) dans la préfecture de Kanagawa.
Elle commence sa carrière de mangaka en 2004 avec sa première œuvre qui est un one shot intitulé Pandora Hearts (パンドラハーツ), première version de sa future série, publié par Square Enix dès fin 2004. Elle écrit ensuite Crimson-Shell en 2005, un autre one shot. Entre 2006 et 2015, elle écrit sa première série, Pandora Hearts, prépubliée dans le magazine GFantasy, et qui comporte un total de vingt-quatre tomes. Sa série est adaptée en plusieurs CD-Drama, deux en 2007, cinq en 2009, un en 2011 et en 2014. De plus, un animé sort en 2009, produit par le studio XEBEC. Pandora Hearts cumule plus de 5,5 millions d'exemplaires en circulation.
De 2010 à 2013, elle est l'illustratrice pour le light novel nommé Bôkyaku no Haô Roland écrit par le romancier Takumi Yoshino (décédé en 2019), et comptabilisant sept tomes,. Puis à partir de 2011 jusqu'en 2013, le light novel est adapté en manga, avec Tsubasa Haduki au dessin, reprenant le design des personnages de Jun Mochizuki, et Takumi Yoshino au scénario. Cette série comptabilise six tomes.
Depuis 2015, Jun Mochizuki écrit la série Les Mémoires de Vanitas, prépubliée dans le magazine Gangan JOKER chez Square Enix. En juillet 2021 commence la diffusion de la série animée, puis en janvier 2022 la seconde partie. La série compte aussi plusieurs CD-Drama, un en 2021 et trois en 2022. Concernant la prépublication, la série a été mise en pause plusieurs fois, comme en septembre 2017, en octobre 2021, puis en mai 2022, il est annoncé que la série est de nouveau en pause à partir de juin 2022, en raison de problèmes de santé de l'auteure,,,.
En France, elle s'est fait connaître en 2010 avec Pandora Hearts aux éditions Ki-oon. De nombreuses expositions en lien avec ses séries ont eu lieu, comme par exemple au Japon en 2015 pour la fin de Pandora Hearts à Sendai, ainsi qu'en 2022 à Tokyo et d'autres villes du Japon pour les 15 ans de la série, mais aussi en France en 2010 et 2017 lors de la Japan Expo, et en 2016 à la maison de la Culture du Japon à Paris,,,.
Jun Mochizuki fait quelques apparitions publiques comme par exemple lors de sa venue en France en 2010, qui a été son premier voyage à l'étranger, et en 2017 pour la Japan Expo où elle a fait des interviews et des dédicaces dont une pour Manga News,,. Outre un voyage supplémentaire en France  en 2011 pour des vacances, Jun Mochizuki a aussi voyagé en Angleterre, et en 2014 en République Tchèque à Prague,,.
L'auteure a montré dans une vidéo le procédé qu'elle utilise pour coloriser ses illustrations en 2015. Elle possède un blog avec des images postées depuis 2012, et depuis octobre 2018 elle a ouvert un compte Twitter où des informations sur ses séries sont postées ainsi que des illustrations, brouillons, et un autre compte plus personnel a été ouvert depuis juillet 2020,,.
Jun Mochizuki se représente en chat avec une moustache au début de chaque tome. Elle a une grande sœur qui aime dessiner, et deux grands frères,,. Son premier manga offert par ses parents est Dragon Quest : La Quête de Daï, et en primaire elle aimait Muteki no Venus (1992-1993) ainsi qu'Anata to Scandal (1993-1995) d'Ayumi Shiina (en) côté manga, et Slayers (1995) du côté des animés.
Dans une interview, l'auteure a cité Hiromu Arakawa comme son inspiration, et qui est la personne à l'origine du choix de Jun Mochizuki d'envoyer ses dessins à Square Enix. Concernant son âge, elle ne l'a pas explicitement dit, cependant d'après le tome 18,5 de Pandora Hearts, elle avait déjà dépassé 26 ans en 2012, elle est donc née dans les années 1980. En 2011 et 2015, elle a déménagé son atelier,. Le bleu est sa couleur préférée. Elle aime la musicienne Yuki Kajiura, qui a entre autres composée le générique de début de l'animé Pandora Hearts, et avec qui, elle a pu faire une interview en 2012,.
L'auteure est proche de différentes mangakas de chez Square Enix comme Cocoa Fujiwara (en)(1983-2015) l'auteure de Secret Service, ou encore Higasa Asai, l'auteure d'Undertaken Riddle,. Pour montrer son soutien, elle fait diverses illustrations de différents mangas, comme en 2015 avec Shinigami to Gin no Kishi d'Irono où pour la promotion des deux premiers tomes Jun Mochizuki a dessiné deux illustrations, ou encore en 2016 pour la promotion du volume 4 de la série Majo no Geboku to Maou no Tsuno de la mangaka Mochi (mangaka) (ja),,.
Certaines mangakas ont été ses assistantes comme Midori Endô (ja) auteure de Gugure! Kokkuri-san (en), Shuku Asaoka (ja) qui l'a aidé pour les débuts de Pandora Hearts et qui est l'auteure de Samurai Half et Ken ni Ko gu, Kinoko Akikaze l'auteure de "Kuji" Kara Hajimaru Konyaku Seikatsu, mais aussi Sôichirô (ja), un mangaka, illustrateur, character designer, dessinateur d'Innocent Devil,  Kazusa Yoneda l'auteur de Danchigai (en) et Tarō Yoneda l'auteur de Daresokare – Tasogare Gakuen Chifūroku,,. Deux de ses assistantes, Fumito Yamazaki et Ryô sont des amies qu'elle a connues au collège.

## Œuvres

### Mangas, artbooks, fanbooks
- 2005 : Crimson Shell
- 2006 - 2015 : Pandora Hearts, dont Pandora Hearts (パンドラハーツ) (one-shot) prépublié dans le GFantasy en 2004 contenu dans le tome 8
  - 2009 : Pandora Hearts- Odds and Ends (artbook)
  - 2009 : Pandora Hearts- Official Guide 8,5
  - 2012 : Pandora Hearts- Official Guide 18.5 - Evidence
  - 2015 : Pandora Hearts- Official Guide 24+1 - Last Dance
  - 2015 : Pandora Hearts- There is (2e artbook)
- Depuis 2015 : Les Mémoires de Vanitas (ヴァニタスの手記, Vanitasu no Karute?)

### Collaborations
- 2008 : Tales of the Abyss Comic Anthology EX. Tome 4 (テイルズ オブ ジ アビス コミックアンソロジーEX.第四集?), illustration de la couverture, manga adapté du jeu vidéo Tales of the Abyss
- 2009 : Sengoku Anthology - Gangan Comics Anthology - Tome 1 (ガンガンコミックスアンソロジ ー 戦国アンソロジー?), une illustration, collaboration de plusieurs artistes pour différentes histoires courtes et différentes illustrations adaptées du jeu vidéo Sengoku Basara
- 2010-2013 : Bôkyaku no Haô Roland (忘却の覇王 ロラン?), en tant qu'illustratrice, Takumi Yoshino à l'écriture
- 2011 : STAR DRIVER Shining Tact Anthology (STAR DRIVER 輝きのタクト アンソロジー?), la 4e illustration, collaboration de plusieurs artistes pour différentes histoires courtes et différentes illustrations adaptées de l'anime Star Driver (ja)
- 2012 : Alice in Wonderland Anthology (コミックアンソロジー極 不思議の国のアリス Alice in Wonderland?), illustratrice pour la couverture
- 2012 : Inu x Boku SS - Gangan Comics Anthology (ガンガンコミックスアンソロジー 妖狐×僕SS?), illustratrice, collaboration de plusieurs artistes pour différentes histoires courtes et différentes illustrations adaptées du manga Secret Service
- 2016 : Handa-kun Anthology (はんだくんアンソロジー?), une illustration, collaboration de plusieurs artistes pour différentes histoires courtes et différentes illustrations adaptées du manga Handa-kun
- 2017 : Kakegurui Yorozu - Anthologie Officielle (賭ケグルイ公式アンソロジー, To Kegurui Kōshiki Ansorojī?), une illustration, collaboration de 32 artistes pour différentes histoires courtes et différentes illustrations adaptées du manga Gambling School

### Calendriers
- 2010, 2011, 2012, 2013, 2014 : Pandora Hearts, illustrations

### Travail dans l'animation
- 2010 : Star Driver : Kagayaki no Takuto (STAR DRIVER 輝きのタクト?), illustration pour l'épisode 6 diffusé sur Tokyo MX uniquement[43]
- 2012 : Rinne no Lagrange saison 2 (輪廻のラグランジェ season 2?), illustration à la toute fin de l'épisode 9

## Adaptations

### Anime
- 2009 : Pandora Hearts (studio XEBEC)
- 2021, 2022 : Les mémoires de Vanitas (studio Bones)

### CD-Drama
- 2007, 2009, 2011, 2014 : Pandora Hearts

### Light Novel
- 2011, 2012, 2013 : Pandora Hearts - Caucus Race tomes 1, 2, 3, avec Shinobu Wakamiya à l'écriture, et Jun Mochizuki en tant qu'illustratrice